# Миграция планет
Миграция планет (англ. Planetary migration) — процесс, происходящий при взаимодействии планеты или иного спутника звезды с газовым диском или планетезималями, вследствие чего меняются параметры орбиты, в особенности большая полуось. Миграцией планет можно объяснить существование горячих юпитеров: экзопланет с массой порядка массы 
Юпитера, но с периодами обращения вокруг звезды, равными всего нескольким суткам. Распространённая теория формирования планет из протопланетного диска предсказывает, что подобные планеты не могут образовываться так близко к звёздам, поскольку на таких малых расстояниях недостаточно вещества, а температура слишком высока для возможности формирования каменных или ледяных планетезималей.
Также оказалось, что планеты земной массы могут подвергаться быстрой миграции во внутреннюю часть системы, если они формируются ещё в период существования газового диска Это может влиять на образование ядер планет-гигантов (с массой порядка 10 масс Земли) в том случае, если они образуются путём аккреции на первоначальное ядро.

## Типы протопланетных дисков

### Газовый диск
Протопланетные газовые диски вокруг молодых звёзд, согласно наблюдательным данным, существуют в течение нескольких миллионов лет. Если в диске формируются планеты с массой порядка массы Земли, то планеты могут обмениваться угловым моментом с окружающим газом в диске, поэтому параметры орбиты планет могут постепенно меняться. Хотя обычно в таких случаях происходит миграция внутрь локально изотермического диска, но в дисках с градиентом энтропии может происходить миграция во внешнюю область.

### Диск с планетезималями
На поздней стадии формирования планетной системы массивные протопланеты и планетезимали хаотично гравитационно взаимодействуют друг с другом, в результате чего многие планетезимали могут быть выброшены на другие орбиты. При этом происходит обмен угловым моментом между планетами и планетезималями, возникает миграция (внутрь или вовне). Считается, что миграция Нептуна во внешнюю часть Солнечной системы ответственна за последующий резонансный захват Плутона и других плутино в орбитальный резонанс 3:2 с Нептуном.

## Типы миграции

### Миграция в диске
Данный тип орбитальной миграции возникает вследствие силы гравитации между массивным телом в диске и газом диска. Газ воздействует с равной силой на массивный объект. При этом меняется угловой момент на орбите планеты, что приводит к изменению элементов орбиты, таких как большая полуось (но могут меняться все элементы). Увеличение большой полуоси с течением времени может приводить к миграции планеты во внешнюю область системы, уменьшение — к миграции во внутреннюю область.

#### Миграция I типа
Малые планеты участвуют в миграции I типа, управляемой моментами, возникающими от возникающих волн в областях резонансов Линдблада и области коротации. Резонанс Линдблада приводит к образованию волн плотности в окружающем газе внутри и вне орбиты планеты. В большинстве случаев внешняя спиральная волна оказывает большее воздействие, чем внутренняя волна, поэтому планета теряет угловой момент и приближается к звезде. Темп миграции пропорционален массе планеты и локальной плотности газа. Характерное время миграции мало́ по сравнению со временем жизни газового диска (миллионы лет). Дополнительное влияние от областей коротации возникает при воздействии газа, движущегося с периодом порядка орбитального периода планеты. В системе отсчёта, связанной с планетой, газ обращается по подковообразной орбите, меняя направление при приближении к планете спереди или сзади. Газ, меняющий направление движение спереди планеты, обладает большим значением большой полуоси и может быть более холодным и плотным, чем меняющий направление позади планеты. При этом может возникать область повышенной плотности газа впереди планеты и область пониженной плотности сзади планеты, при этом угловой момент меняется. Масса планеты, при которой миграция проходит по типу I, зависит от местного вертикального масштаба для давления и. в меньшей степени, от кинематической вязкости газа. В случае тёплого и вязкого диска миграция I типа может проходить для планет больших масс. В локально изотермических дисках и в случаях слабых градиентов плотности и температуры воздействие областей коротации менее мощное, чем воздействие резонансов Линдблада. Области миграции во внешнюю часть диска могут существовать в некотором диапазоне масс планет и параметров диска также в случае локально-изотермических или неизотермических дисков. Расположение таких областей может меняться в зависимости от эволюционной стадии диска. В случае локально-изотермического диска они заключены в областях, где велики радиальные градиенты плотности и/или давления на расстояниях порядка нескольких вертикальных масштабов изменения давления. Миграция I типа в локально изотермическом диске согласуется с формированием и длительной эволюцией некоторых наблюдаемых телескопом Kepler экзопланет. Быстрая аккреция твёрдого вещества на планету также может создать дополнительный момент, при котором общий угловой момент планеты повышается.

#### Миграция II типа
Если планета достаточно массивна для того, чтобы создать пустоту в газовом диске, то её движение относят к миграции II типа. В случае достаточно большой массы возмущающей планеты приливное воздействие, оказываемое ей на газ, переносит угловой момент газу вне орбиты планеты, а внутри орбиты планеты угловой момент снижается, вследствие чего газ выметается из окрестностей орбиты планеты. При миграции I типа влияние вязкости газа препятствует выметанию газа вследствие его перераспределения и сглаживания резкого градиента плотности. Но если воздействие становится настолько сильным, что превышает влияние вязкости в окрестности планеты, то образуется кольцевая область пониженной плотности. Ширина кольца зависит от температуры и вязкости газа и от массы планет. В простом сценарии, когда газ не пересекает область кольца, миграция планет зависит от изменения вязкости диска с течением времени. Во внутренней части диска планета движется по спирали к звезде, совместно с аккрецией вещества на звезду. В таком случае миграция обычно проходит медленнее, чем при типе I. Во внешней части диска миграция может проходить по направлению от звезды, если диск расширяется. Планета с массой Юпитера в обычном протопланетном диске, предположительно, совершает миграцию II типа, переход от I ко II типу происходит при массе порядка массы Сатурна. Миграцией II типа можно объяснить существование горячих юпитеров. В более реалистичных ситуациях, до тех пор пока условия температуры и вязкости диска не достигнут экстремальных значений, существует поток газа сквозь кольцеобразную область. Как следствие потока массы, возникают моменты сил, действующие на планету и зависящие от локальных свойств диска, также как и моменты в случае миграции I типа. В вязких дисках миграцию II типа можно описать как изменённый вариант миграции II типа в рамках общей теории. Переход от режима миграции I типа к режиму II типа обычно довольно плавный, однако были обнаружены случаи отклонений от плавного перехода. В некоторых ситуациях, когда планеты создают некруговые возмущения в окружающем газовом диске, миграция II типа может замедлиться, остановиться или изменить направление.

#### Миграция III типа
Данный режим миграции существует в предельных случаях соотношений параметров диска и планет и характеризуется очень короткой временной шкалой. Хотя в некоторых случаях этот режим миграции называют "убеганием" (англ. runaway migration), скорость миграции не обязательно растёт со временем. Миграция III типа управляется коорбитальными моментами газа, захваченного в области либрации планеты при первоначальном относительно быстром радиальном движении планеты. Радиальное движение планеты смещает газ в направлении орбиты, создавая асимметрию плотности газа вблизи лидирующего и отстающего полушарий планеты. Миграция III типа встречается в достаточно массивных дисках и в случае планет, способных создать только частичные пустоты в газовом диске. В ранних интерпретациях миграция III типа связывалась с потоками газа поперёк орбиты планеты в противоположном направлении относительно радиального движения планеты. Быстрое движение во внешнюю область иногда может происходить в течение короткого времени, при этом планеты-гиганты переводятся на далёкие орбиты, в том случае, если миграция II типа неэффективно переводит планеты обратно.

### Гравитационное рассеяние
Другой возможный механизм, который может сдвинуть планеты в сторону большего радиуса орбиты, — гравитационное рассеяние на более крупных планетах или, при наличии протопланетного диска, гравитационное рассеяние на областях повышенной плотности в диске. В случае Солнечной системы Уран и Нептун могли рассеяться на более высокие орбиты при тесных сближениях с Юпитером и/или Сатурном. Системы экзопланет могут подвергаться влиянию похожей динамической неустойчивости в ходе диссипации газового диска; при этом меняются орбиты планет и, в некоторых случаях, планеты могут быть выброшены из системы или могут столкнуться со звездой. Также в результате рассеяния планета может перейти на орбиту с высоким эксцентриситетом, а при прохождении перицентра близко к звезде орбита может измениться вследствие приливного воздействия звезды. Эксцентриситеты и наклонения орбит планет также меняются при сближениях, что может объяснять наблюдаемое распределение эксцентриситетов у близких к звезде орбит экзопланет. Полученные планетные системы обычно близки к пределу устойчивости. В модели Ниццы системы экзопланет с внешним диском планетезималей также может подвергаться динамической неустойчивости вследствие наличия резонансных пересечений при инициируемой планетезималями миграции. Эксцентриситеты и наклонения планет на далёких орбитах могут изменяться из-за наличия динамического трения с планетезималями, при этом итоговые значения параметров зависят от относительной массы диска и планет, участвовавших в гравитационных сближениях.

### Приливная миграция
Приливное взаимодействие между звездой и планетой меняет большую полуось и эксцентриситет орбиты планеты. Прилив от планеты, вращающейся вблизи звезды, создаёт возвышение на поверхности звезды. Если период вращения звезды превышает период обращения планеты, то расположение возвышения отстаёт от прямой между планетой и центром звезды, что создаёт момент сил между планетой и звездой. В результате планета теряет угловой момент, большая полуось её орбиты уменьшается со временем. Если орбита планеты обладает эксцентриситетом, то величина прилива больше, когда планета находится в перицентре орбиты. Сильнее всего планета замедляется вблизи перицентра, при этом апоцентрическое расстояние уменьшается быстрее перицентрического, что снижает эксцентриситет. В отличие от миграции в диске, длящейся несколько миллионов лет до диссипации газа, приливная миграция продолжается миллиарды лет. Приливная эволюция близких к звезде планет приводит к уменьшению больших полуосей планет примерно вдвое по сравнению со значениями, которые они имели ко времени диссипации протопланетной туманности.

### Циклы Кодзаи и приливное трение
Орбита планеты, наклонённая относительно плоскости вращения двойной звезды, может сжиматься вследствие сочетания циклов Кодзаи и приливного трения. Взаимодействие с более далёкой звездой приводит к тому, что в рамках механизма Лидова-Кодзаи у орбиты планеты меняется эксцентриситет и наклонение. Эксцентриситет орбиты может возрасти, при этом снижается перицентрическое расстояние и может возникать сильное приливное взаимодействие между планетой и звездой. При нахождении вблизи звезды планета теряет угловой момент, орбита сжимается. Циклы изменения эксцентриситета и наклонения постепенно меняют большую полуось орбиты планеты. Если орбита планеты сжимается так, что планета перестаёт ощущать воздействие далёкой звезды, то цикл Кодзаи завершается. Орбита при этом будет быстрее сжиматься, поскольку становится круговой под действием приливных сил. Орбита планеты также может стать ретроградной. Циклы Кодзаи могут существовать в системе с двумя планетами, обладающими меняющимися наклонениями из-за гравитационного рассеяния между планетами, при этом одна из орбит может стать ретроградной.

### Миграция вследствие взаимодействия с планетезималями
Орбита планеты может меняться при гравитационном взаимодействии с большим количеством планетезималей. Миграция под действием планетезималей является результатом сложения переносов углового момента при сближениях с планетезималями. При отдельных сближениях количество передаваемого углового момента и направление изменения орбиты планеты зависит от геометрических параметров сближения. При большом количестве сближений направление миграции планеты зависит от среднего углового момента планетезималей относительно планеты. Если угловой момент велик, например для диска вне орбиты планеты, то планета движется во внешнюю часть диска; если угловой момент меньше, чем у планеты, то она движется к звезде. Миграция планеты, начинающаяся с угловым моментом как у диска, зависит от распределения потенциала и областей планетезималей. В системе с одной планетой планетезимали могут быть потеряны при выбросах, при этом планета перемещается ближе к звезде. В системе с несколькими планетами планетезимали могут удаляться из сферы влияния данной планеты при сближениях с другими планетами или же, напротив, попадать в сферу влияния. Такие взаимодействия приводят к тому, что
орбита планеты становится шире, поскольку внешние по отношению к ней планеты обычно удаляют планетезимали с большим угловым моментом из области влияния внутренней планеты или же вносят в область влияния планетезимали с малым угловым моментом. Резонансы с планетой, при которых эксцентриситеты орбит планетезималей возрастают до тех пор, пока орбиты не начинают пересекать область расположения планеты, также являются источником сближений с планетезималями и перераспределения углового момента. Также в процессе самой миграции планета сближается с другими планетезималями, при этом миграция продолжается. Миграция может затухать, если планетезимали уходят из планетной системы быстрее, чем в область планеты попадают другие планетезимали. Если в протопланетном диске обращается одна планета, для неё более короткие времена сближения с планетезималями на орбитах с малым периодом обращения приводят к более частым сближениям с планетезималями с малым угловым моментом, вследствие чего миграция проходит в направлении к звезде. В газовом диске, тем не менее, возможна миграция во внешнем направлении при определённых размерах планетезималей, поскольку из-за взаимодействия с газом количество планетезималей с малым орбитальным периодом невелико.

## Резонансный захват
Миграция планет может приводить к тому, что планеты оказываются в резонансах друг с другом при близком расположении орбит. Орбиты планет могут сближаться при остановке миграции внутрь на внутренней границе газового диска; при этом образуется система близко вращающихся внутренних планет или, если миграция прекращается в области обнуления моментов, управляющих миграцией I типа (например, вблиз ледяной линии), образуется цепочка близких друг другу, но сильнее удалённых от звезды, планет. Гравитационное взаимодействие также может привести к резонансному захвату планет с сопоставимыми эксцентриситетами. В рамках одной из гипотез (англ. Grand tack hypothesis) миграция Юпитера остановилась и поменяла направление при попадании Сатурна в его внешний резонанс. Замедление миграции Юпитера и Сатурна, а также захват Урана и Нептуна в области более далёких резонансов могли препятствовать формированию компактной системы сверхземель, наблюдаемых телескопом Kepler во многих планетных системах. Миграция планет во внешнюю часть системы может также приводить к резонансному захвату планетезималей, например,как в случае плутино в поясе Койпера. Хотя предполагается, что миграция планет приводит к системам с цепочками планет в резонансах, большинство наблюдаемых экзопланет не находятся в резонансе. Цепочки резонансов могут разрушаться из-за гравитационной неустойчивости при диссипации газового диска. Взаимодействие с оставшимися планетезималями может разрушать резонансные конфигурации планет малой массы, оставляя их на орбитах вне области резонанса. Приливное взаимодействие со звездой, турбулентность в диске и взаимодействие с другими формирующимися планетами также могут разрушать резонансные конфигурации. Резонансного захвата могут избежать планеты с массой меньше массы Нептуна на орбитах с высоким эксцентриситетом.

## В Солнечной системе

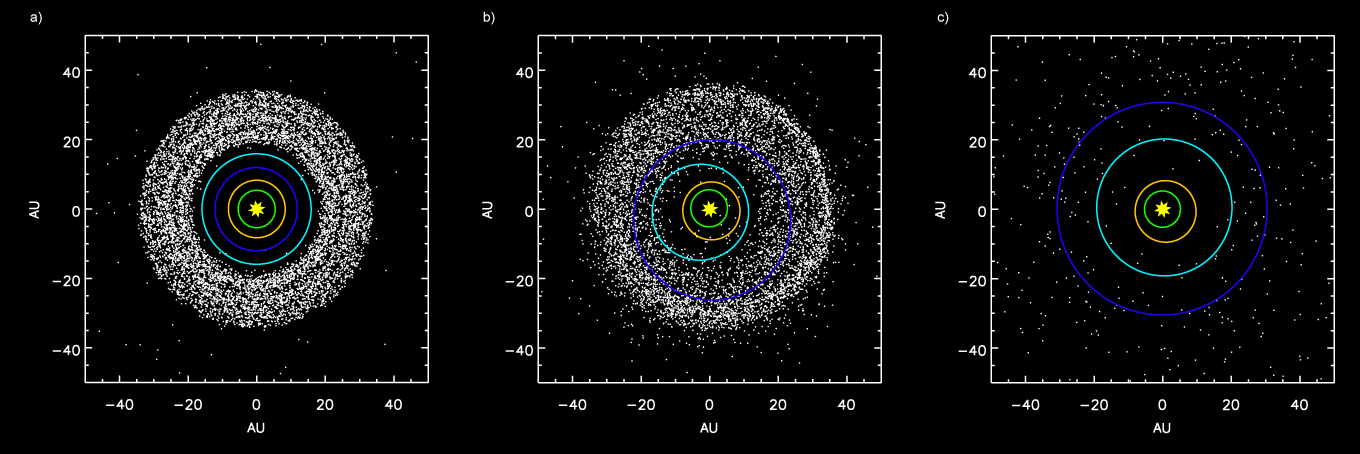
Моделирование, показывающее систему внешних планет и пояс Койпера: a) до резонанса Юпитер/Сатурн 2:1, b) рассеяние объектов пояса Койпера после сдвига орбиты Нептуна, c) после выброса объектов пояса Койпера Юпитером

Миграция внешних планет является сценарием, предложенным для объяснения некоторых свойств орбит тел во внешней части Солнечной системы. За пределами орбиты Нептуна Солнечная система простирается в виде пояса Койпера, рассеянного диска и облака Оорта, трёх отдельных популяций малых ледяных тел, считающихся источниками большинства наблюдаемых комет. На таком расстоянии от Солнца аккреция была очень слабой для того, чтобы планеты успели сформироваться до диссипации протосолнечной туманности, поскольку первоначальный диск обладал недостаточной плотностью. Пояс Койпера находится на расстоянии от 30 до 55 а.е. от Солнца, а наибольшая протяжённость рассеянного диска превышает 100 а.е., облако Оорта начинается с 50000 а.е.
Согласно такому сценарию, пояс Койпера изначально был плотнее и ближе к Солнцу: он содержал миллионы планетезималей, внешняя граница находилась на расстоянии около 30 а.е., на современной орбите Нептуна. После формирования Солнечной системы орбиты планет-гигантов продолжили медленно меняться под гравитационным воздействием оставшихся планетезималей.  Спустя 500–600 млн лет (около 4 млрд лет назад) Юпитер и Сатурн перешли к резонансу 2:1, при котором Сатурн совершает один оборот вокруг Солнца за время двух оборотов Юпитера. Эксцентриситеты орбит Юпитера и Сатурна возрастают, орбиты Урана и Нептуна становятся менее устойчивыми. Сближения планет приводят к миграции Нептуна за орбиту Урана в плотный пояс планетезималей. Планеты рассеяли большую часть ледяных тел внутрь Солнечной системы, при этом сами двигались вовне. Дальше аналогичный механизм действовал на более близкие к Солнцу планеты, орбиты которых также становились далёкими от Солнца. Процесс продолжался до тех пор, пока планетезимали не подверглись влиянию Юпитера, гравитация которого перевела их на орбиты с высоким эксцентриситетом или не выбросила за пределы Солнечной системы. При этом Юпитер сдвинулся ближе к Солнцу. Описанный сценарий объясняет малую массу популяции транснептуновых объектов. В отличие от внешних планет, внутренние, как предполагается, мало смещались за время жизни Солнечной системы, их орбиты оставались устойчивыми в период поздней тяжёлой бомбардировки.